# Anastasia Nikolajewna Romanowa

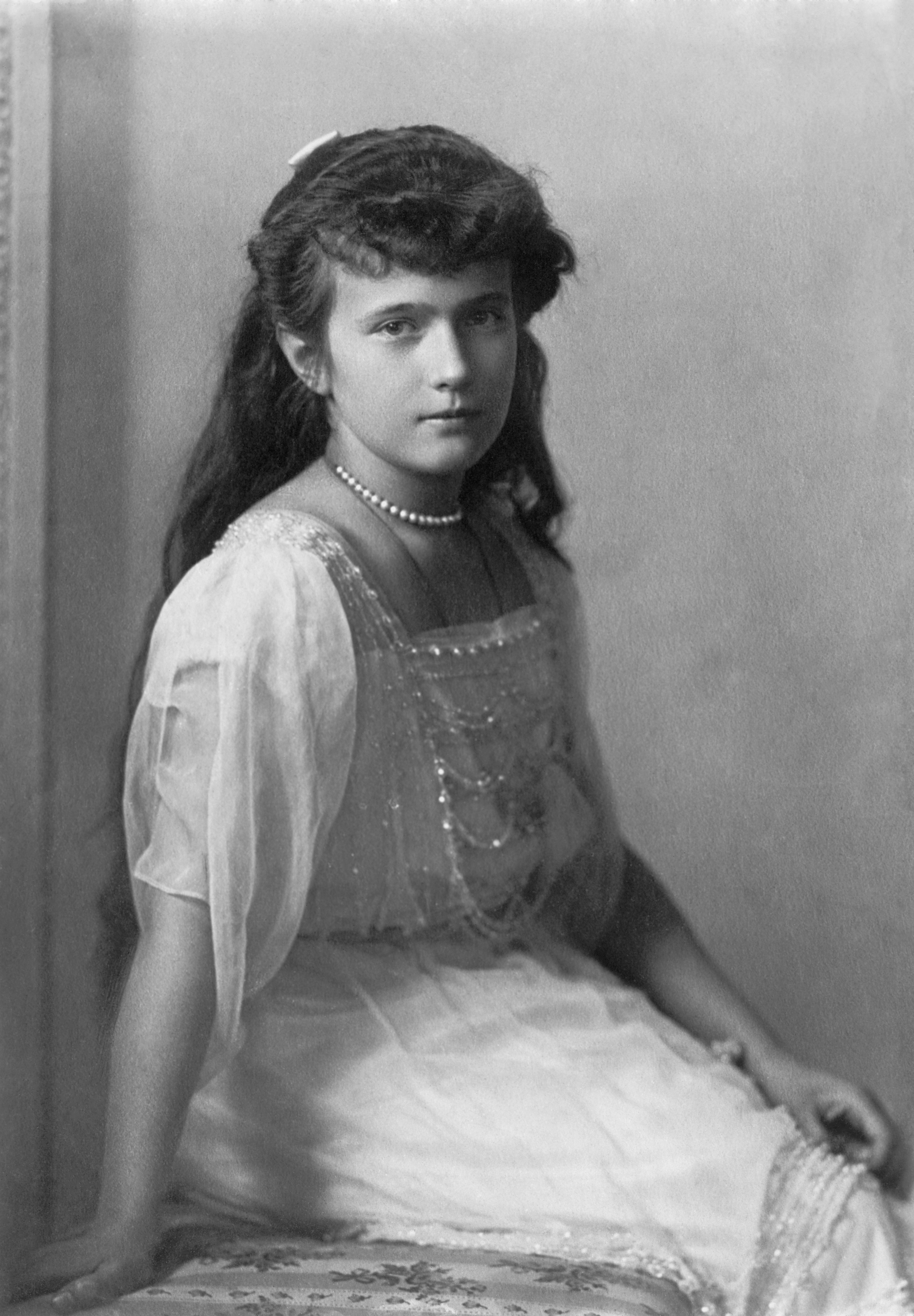
Anastasia Nikolajewna Romanowa, ca. 1914

Großfürstin Anastasia von Russland russisch Великая княгиня Анастасия (Anastasia Nikolajewna Romanowa, russisch Анастасия Николаевна Романова; * 5. Junijul. / 18. Juni 1901greg. in Peterhof; † 17. Juli 1918 in Jekaterinburg) war die vierte Tochter des letzten russischen Zarenpaares, Nikolaus II. und Alexandra Fjodorowna, vormals Alix von Hessen-Darmstadt. Trotz späterer Legendenbildung ist seit 2007 erwiesen, dass sie im Jahr 1918 mit ihrer Familie im Ipatjew-Haus von den Bolschewiki ermordet wurde.

## Leben

### Frühe Jahre
Da Kaiser Nikolaus II. und Alexandra bereits drei Töchter hatten, hofften sie auf einen Thronerben. Dennoch liebten Kaiser und Kaiserin ihr neues Baby innig und freuten sich darüber, dass das Baby gesund war. Die Kaiserin war eine sehr fürsorgliche Mutter und stillte auch Anastasia selbst, wie ihre anderen Töchter vorher. Anastasia war zwar keine gute Schülerin, liebte aber Sprachen. Die Kinder sprachen Englisch mit der Mutter, Russisch mit dem Vater, Deutsch mit den Verwandten der Mutter aus Hessen und sie lernten Französisch. Von der Mutter wurde Anastasia „Imp“ oder „Shivzik“, das russische Wort für Kobold, genannt, da niemand vor ihren Scherzen sicher war.
Anastasia war furchtlos und weinte selten, spielte gerne Streiche und hatte ein großes schauspielerisches Talent. Sie imitierte gerne andere Leute und erfreute damit ihr Umfeld. Obwohl sie eine Großfürstin von Russland war, schlief sie, ebenso wie ihre Geschwister, auf Feldbetten und musste jeden Morgen ein kaltes Bad nehmen.
Ein inniges Verhältnis hatte sie zu ihrem jüngeren Bruder Alexei. Ging es ihm aufgrund seiner Krankheit Hämophilie nicht gut, vermochte es meist nur Anastasia, ihren Bruder von den Schmerzen abzulenken und ihn ein wenig zu erheitern. Auch mit ihrer älteren Schwester Maria verband sie ein enges Band, und die beiden waren als „Kleines Paar“ bekannt. Ihre beiden älteren Schwestern Olga und Tatjana waren das „Große Paar“ – die Bezeichnungen stammen von einer Hebamme, die gleich nach Anastasias Geburt zur Kaiserin Alexandra meinte, sie solle nicht traurig sein, dass es wieder ein Mädchen sei, denn nun habe sie ein großes und ein kleines Paar Mädchen.

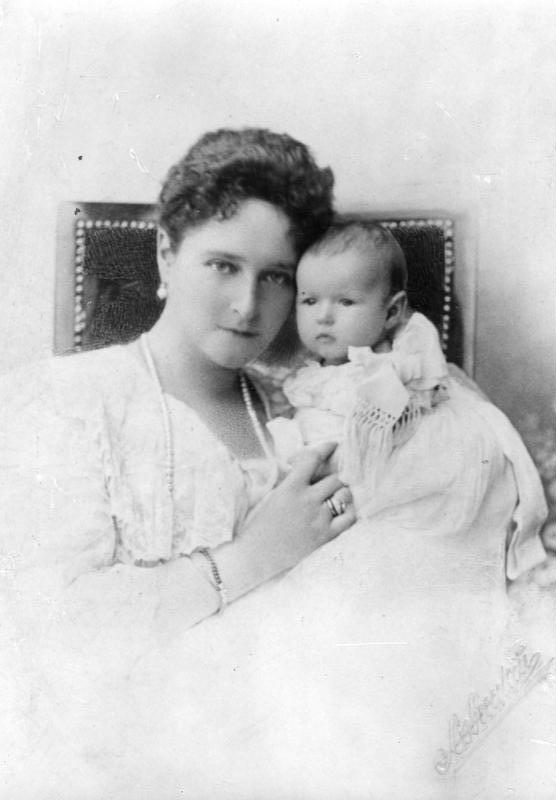
Zarin Alexandra Fjodorowna mit Tochter Anastasia, 1901
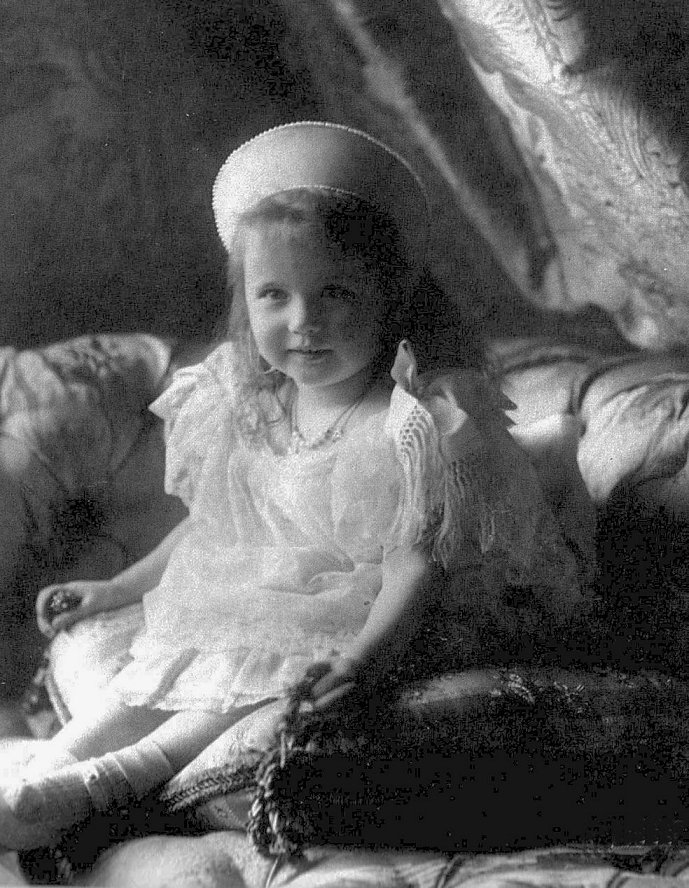
Anastasia, 1904
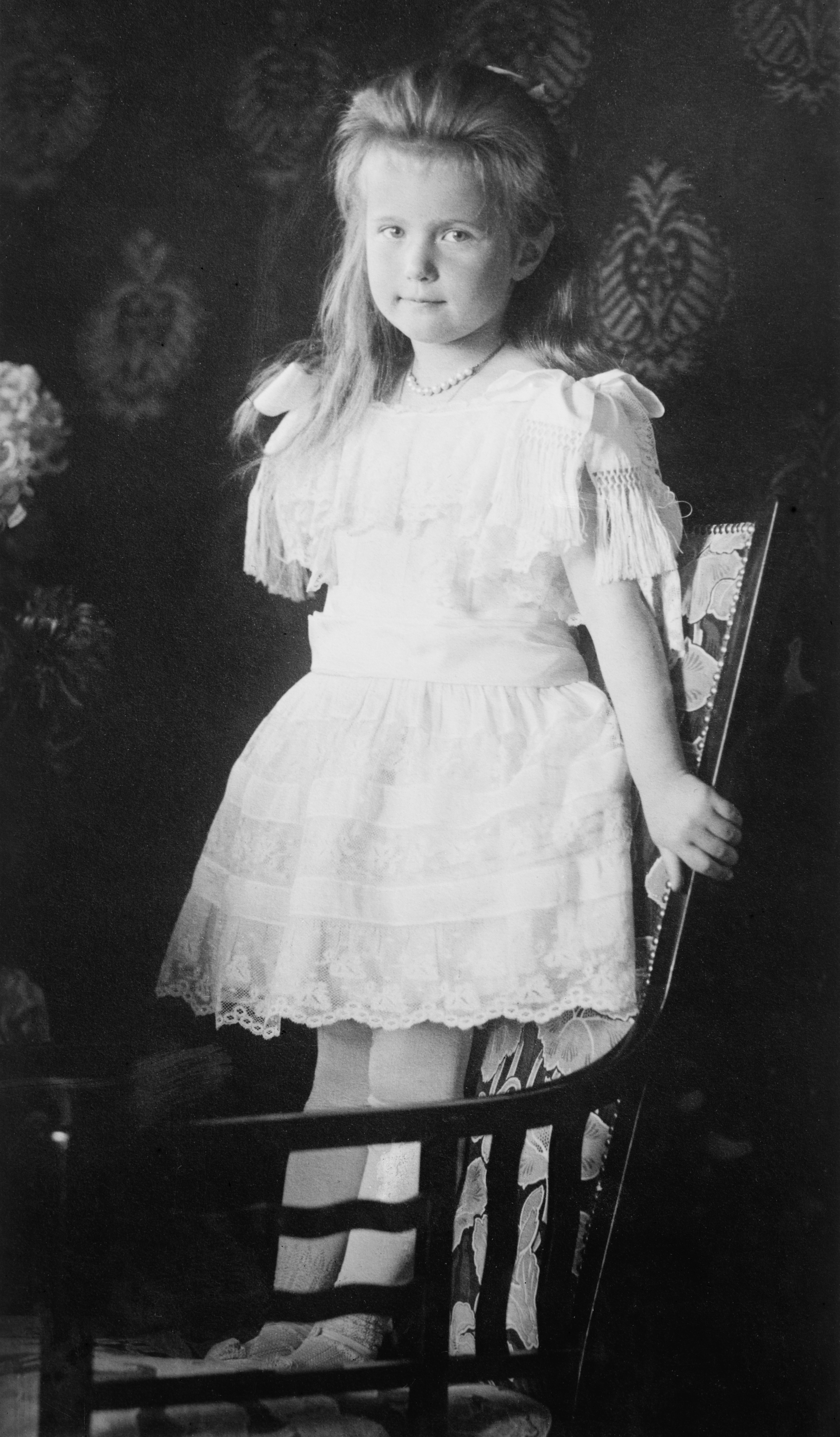
Anastasia, 1906
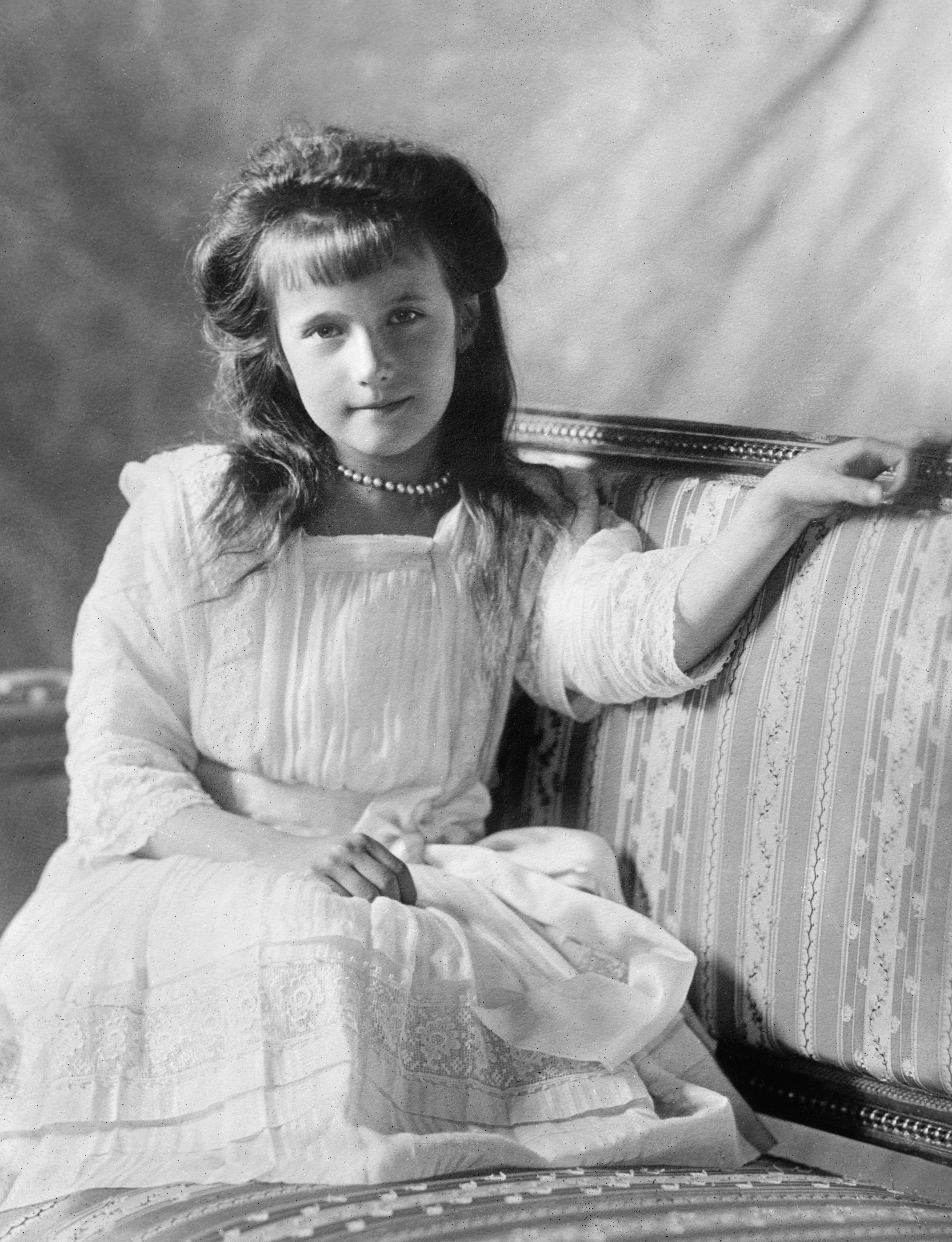
Anastasia, 1910
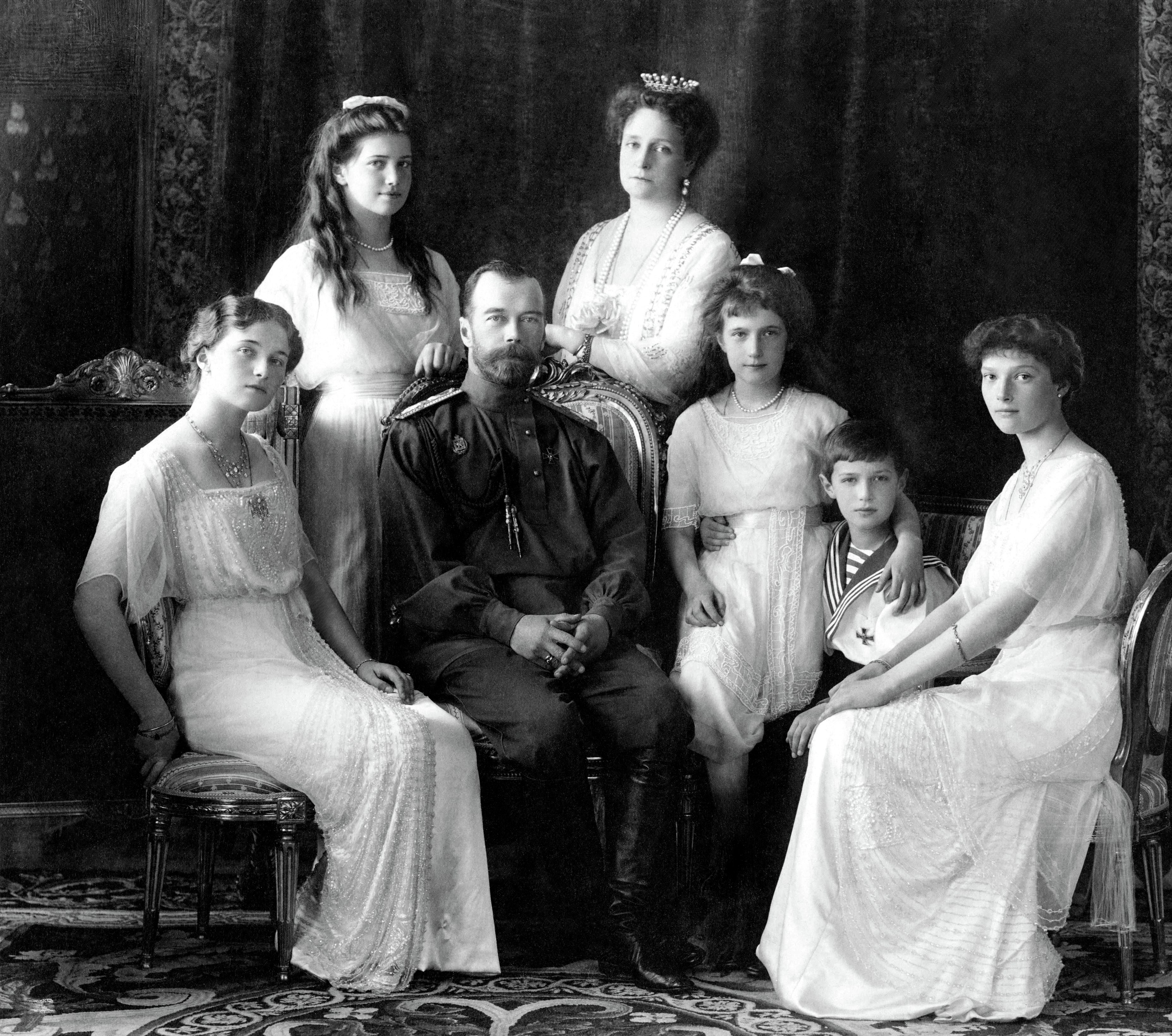
Anastasia (dritte Person von rechts) mit ihrer Familie, 1913

### Gefangenschaft und Ermordung
In der Nacht zum 17. Juli 1918 wurde Anastasia im Alter von 17 Jahren von Bolschewiki im Ipatjew-Haus in Jekaterinburg mit dem Rest ihrer Familie ermordet.

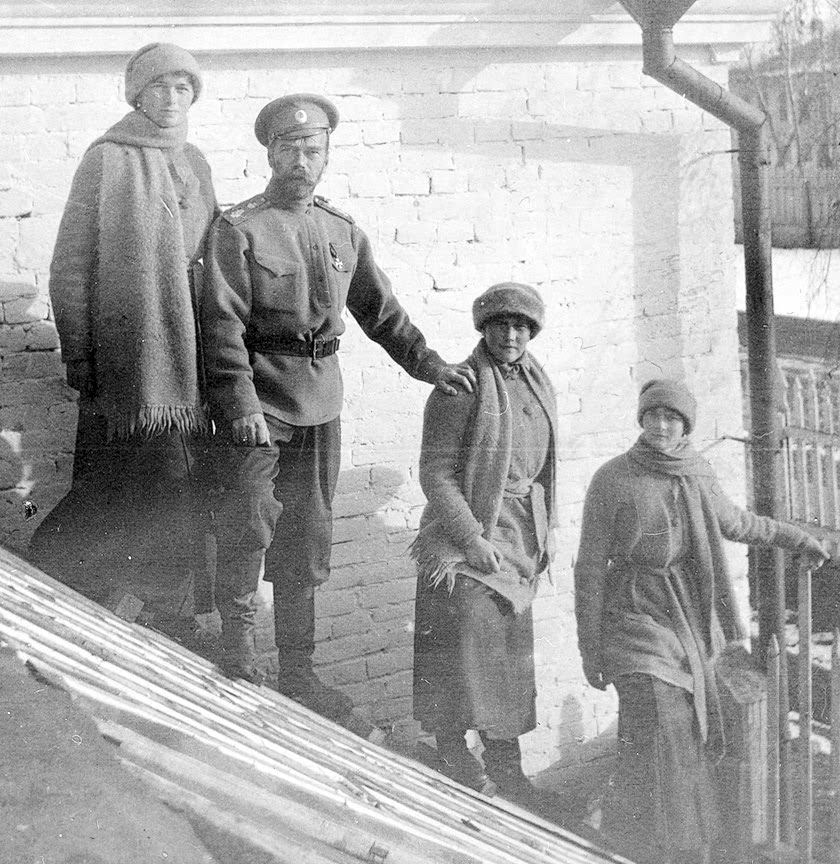
Anastasia (dritte Person von links) mit ihrem Vater und ihren Schwestern in Tobolsk, 1917/18
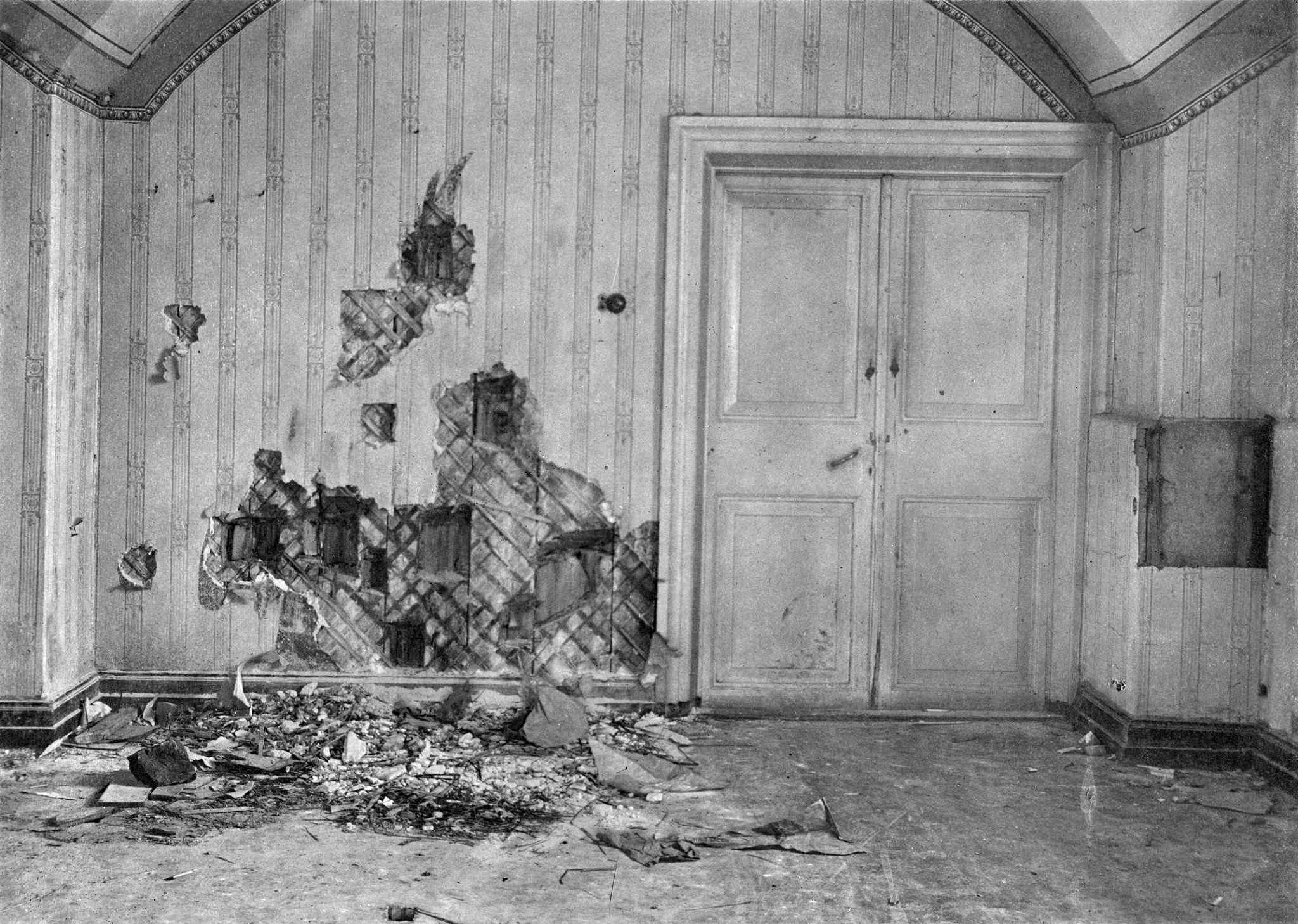
Der Kellerraum des Ipatjew-Hauses, in dem die Zarenfamilie ermordet wurde
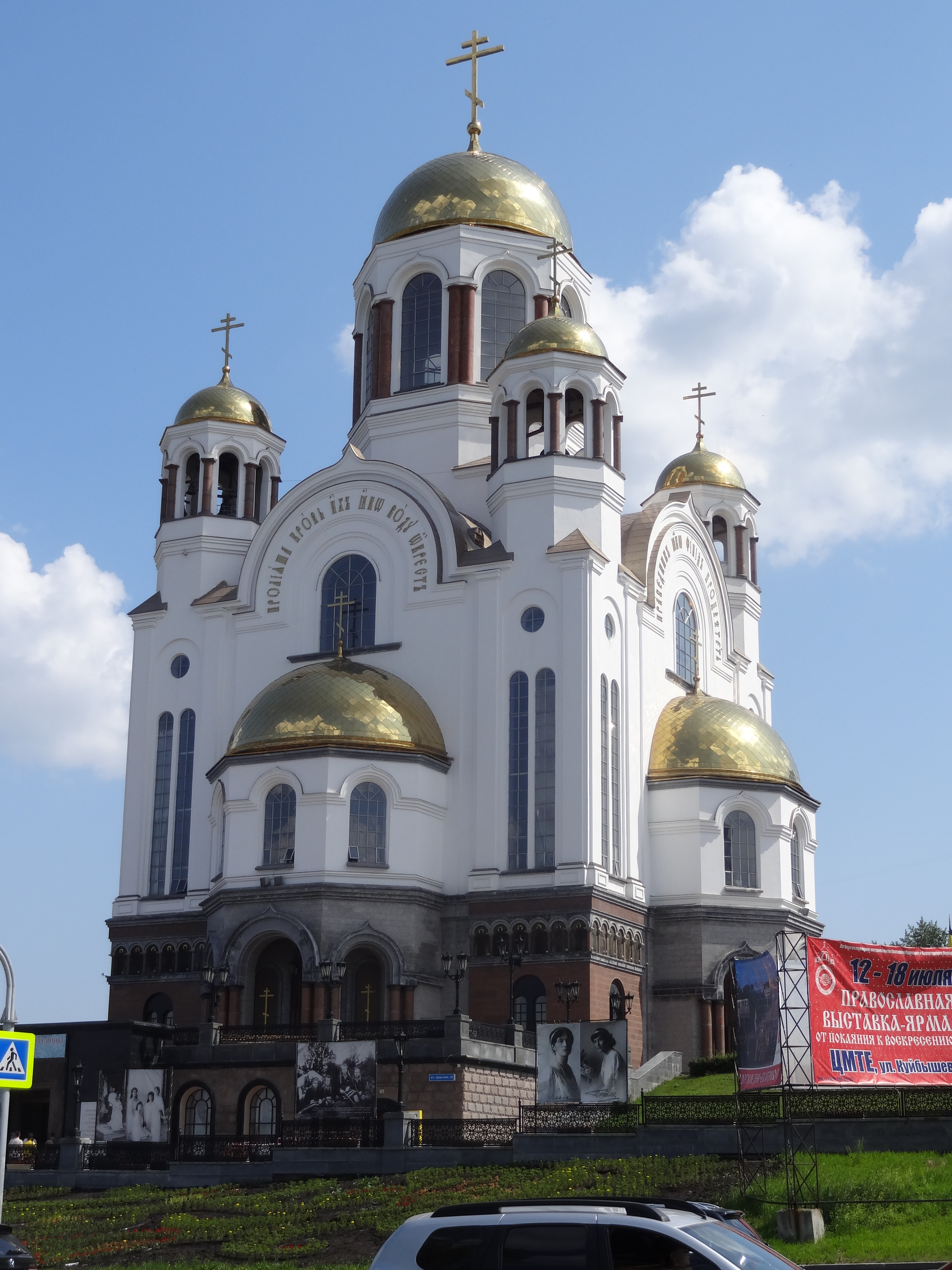
Die Kathedrale auf dem Blut wurde an der Stelle des Ipatjew-Hauses errichtet und erinnert an die Ermordung der Zarenfamilie

### Identifizierung der Leiche
Die Legende, dass Anastasia überlebt haben könnte, hielt sich lange. Als 1991 die Leichen der Romanows exhumiert wurden, fehlten tatsächlich zwei. Noch bis 2007 war nicht eindeutig geklärt, ob die Leiche von Anastasia oder von Maria fehlte. Am 24. August 2007 gab ein russisches Archäologenteam an, im Juli 2007 die sterblichen Überreste des Zarewitsch Alexei und seiner Schwester Maria gefunden zu haben, was durch eine DNA-Analyse bestätigt wurde. Demnach handelte es sich bei den bereits 1991 aufgefundenen Leichen um die des Kaisers und seiner Gemahlin sowie die der Töchter Anastasia, Olga und Tatjana.

### Beisetzung und Heiligsprechung
Anastasia wurde am 17. Juli 1998 in der Peter-und-Paul-Kathedrale in Sankt Petersburg beigesetzt.
Im Jahr 2000 wurde Anastasia mit ihrer Familie von der Russisch-Orthodoxen Kirche heiliggesprochen.

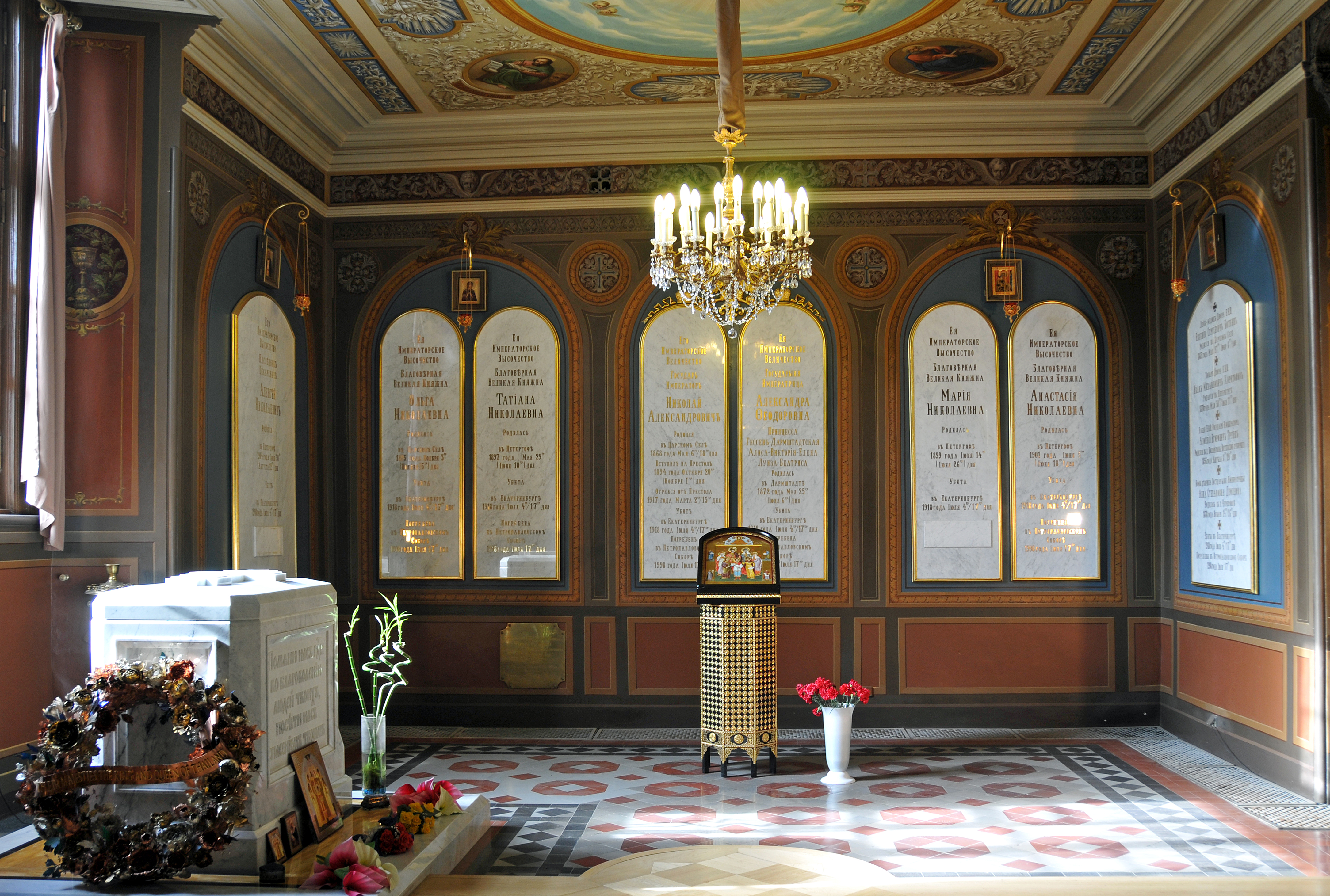
Grabraum von Anastasia und ihrer Familie in der Peter-und-Paul-Kathedrale
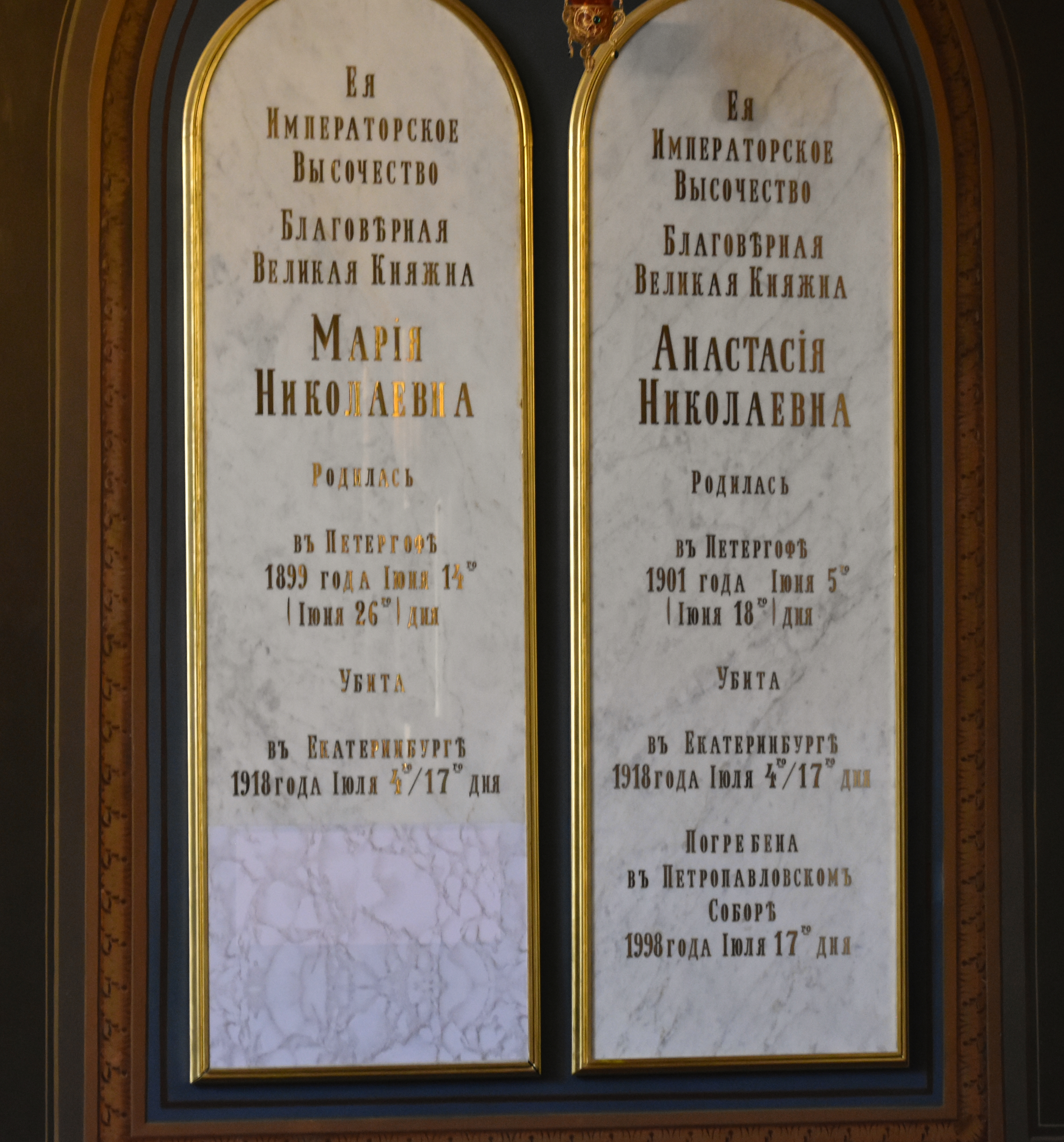
Gedenktafeln für Maria und  Anastasia

## Prätendentinnen
Verschiedene Frauen, wie die Amerikanerin Eugenia Smith und eine Frau, die sich später Anna Anderson nannte, gaben sich als Anastasia, die überlebende jüngste Zarentochter aus. Mittlerweile haben DNA-Tests bestätigt, dass Anna Anderson die westpreußische Fabrikarbeiterin Franziska Schanzkowska war, die Verletzungen aufwies, nachdem sie in einer Waffenfabrik eine Granate fallengelassen hatte. Diese Verletzungen schrieb sie selbst den Bajonetten und Schusswunden durch die Mörder im Ipatjew-Haus zu. Anderson weigerte sich ihr Leben lang, Russisch zu sprechen, was Psychologen einem Trauma durch die Erlebnisse der Hinrichtung der Familie zuschrieben. Zudem wusste sie auch wenig über das Leben der Zarenfamilie, im Gegensatz zur Russin Natalia Bilichodse, die sogar einzelne Tapetenmuster aus dem Palast und einige Details aus dem Intimleben der Romanow-Familie kannte. Anna Anderson, verheiratete Manahan, starb am 12. Februar 1984 in Charlottesville im US-Bundesstaat Virginia.

## Mediale Rezeption

### Filme
Es gibt einige Verfilmungen, die meist davon handeln, dass Anna Anderson Anastasia Romanowa sein könnte:
- 1928: Anastasia, die falsche Zarentochter, Rolle: Lee Parry
- 1956: Anastasia, Rolle: Ingrid Bergman
- 1956: Anastasia, die letzte Zarentochter, Rolle: Lili Palmer
- 1967: Anastasia, Rolle: Lotte Ledl (Fernsehfilm)
- 1986: Anastasia (Anastasia: The Mystery of Anna), Rolle: Amy Irving (Fernsehfilm)
- 1997: Anastasia, Sprechrolle: Meg Ryan (Zeichentrickfilm)
- 1997: Die Zarentochter Anastasia (Anastasia), Zeichentrickfilm
- 1997: Biography – Anastasia: Her True Story (Dokumentarfilm)
- 2019: Die letzten Zaren (Dokudrama)

### Computerspiele
Anastasia Romanowa ist ein spielbarer Charakter in den Videospielen Hearts of Iron IV, Shadow Hearts: Covenant und Assassin’s Creed Chronicles Russia.